# Carlo Federici Casa
Carlo Federici Casa, né le 21 juillet 1906 à Vintimille (Italie) et mort le 22 janvier 2005 à Bogota (Colombie), est un mathématicien et physicien italien antifasciste. 
Le 8 avril 1948, il se rend en Colombie comme enseignant à Bogota dans l'université nationale de Colombie et restera jusqu'au 5 décembre 2001. Le 1er novembre 2002, il reçoit la citoyenneté colombienne des mains du président Álvaro Uribe Vélez.

## Biographie
Né d'une famille de fonctionnaires, son père Napoléone Federici travaille à la fonction publique des postes et télécommunications, sa mère Emilia Casa est enseignante. Carlo Federici Casa commence ses études primaires à  Sestri Ponente Gênes.
Il entre ensuite dans une école technique et un Institut technique Victor-Emmanuel II à Gênes, pour apprendre et suivre des études sur la physique et les mathématiques. Il étudie deux langues étrangères, allemand et français.
En 1928, il obtient son doctorat de physique et en 1930 celui des mathématiques avec pour thèse Sulle congruence binomie. Il se spécialise en logique mathématique entre 1935 et 1938 avec le professeur Alessandro Padoa et, en 1942, est nommé professeur titulaire de mathématique au Colegio Gimnasio Christoforo Colombo entre 1942 et 1948. En 1945, il est entendu et emprisonné par la Gestapo pour son appartenance au parti communiste et antifascisme pour sa participation à travers une revue clandestine. Le 24 avril 1945, l'arrivée des partisans italiens, le libère et Carlo Federici Casa prend la décision de partir en Colombie pour parfaire ses connaissances en toute tranquillité.

### Colombie
En 1946, le consul colombien de Gênes, don Gustavo Uribe Arango, lui propose d'enseigner à l'université de la capitale. Carlo Federici décide de se rendre à Bogota en Colombie, en tant que professeur chercheur à l'université nationale de Colombie et en 1949, il s’engage dans les sciences. De la pensée mathématique fondamentale initialement générée par un processus de modernisation, au rôle de la théorie des ensembles dans l’interprétation des mathématiques et la logique. Il rencontre comme étudiants Germán Zabala Cubillos, Pablo Casas Santofimio, Luciano Mora Osejo, José Nieto et Erwin Von Der Walde qui ont le pouvoir d’approfondir l'étude des sciences et d'approfondir les thèses des principaux représentants de la pensée mathématique de l’époque, Marc Krasner, Jean Dieudonné et Laurent Schwartz.
Ses recherches, publiées dans des livres et des articles, couvrent la logique et l'analyse dimensionnelle, comme instrument de recherche sur de nouvelles lois physiques. Les dernières années de sa vie, sont consacrées aux questions didactiques, et plus spécifiquement vers la recherche de méthodes facilitant l'apprentissage des mathématiques aux enfants,

### Institutions
- 1951 : Il fonde la première revue spécialisée en mathématiques, la Revista de Matemáticas Elementales[6].
- 1955 : Il fonde la Sociedad Colombiana de Matemáticas
- 1956 : Il fonde la Sociedad Colombiana de physique
- 1056 : Il est nommé directeur du nouveau département de mathématiques et statistiques de l'Université nationale
- 1979 : Il fonde la Société d'épistémologie des sciences sociales[7](Sánchez 2005, Silva Carrero 2016).

### Distinctions honorifiques
- 1992 : doctorat honoris causa de l'Université nationale (1992),
- 2001 : doctorat honoris causa de l'université pontificale Javeriana (2001),
- 1996 : ordre de la Croix du mérite du Cavaliere ufficiale décerné par la République italienne (1996)
- 2002 : ordre civil du Mérite : Grand-Croix extraordinaire de la Ville de Bogota (2002).
- Président de la commission permanente colombienne sur l'enseignement des mathématiques  .
- 1961 et 1962 : président honoraire de la Société équatorienne de mathématiques
- Professeur émérite et professeur honoraire des Universités.
- Commandeur (Grade honorifique) décerné par la ville de Bogota
- 1982 : grand-maître des Universités
- 1996 : grand-croix de l’université nationale de la ville de Bogota

### Témoignage
« ...J'ai été l'un de ses élèves dans les années 1950 et aujourd'hui, à l'occasion du centenaire de sa naissance, je me souviens de lui avec gratitude et admiration. Ma dette de gratitude envers le professeur Federici est due avant tout au fait que mon contact personnel avec lui (je le dois à mon grand ami Luciano Mora Osejo) m'a fait découvrir ma vocation et m'a donné les bases de ma formation humaniste et scientifique..... »
— témoignage de José I. Nieto S., de Montréal, https://www.revistaaleph.com.co/index.php/component/k2/item/266-centenario-de-carlo-federici-casa